# Kleine Zwergfledermaus
Die Kleine Zwergfledermaus (Pipistrellus nanulus) ist ein im westlichen und zentralen Afrika verbreitetes Fledertier in der Familie der Glattnasen. Laut Untersuchungen mit Hilfe von Exemplaren aus Äthiopien ist der nächste Verwandte dieser Art die Weißrandfledermaus (Pipistrellus kuhlii).

## Merkmale
Wie der Name andeutet, ist die Art mit einer Kopf-Rumpf-Länge von 38 bis 47 mm, einer Schwanzlänge von 21 bis 32 mm und einem Gewicht von 2 bis 7 g einer der kleinsten Vertreter der Gattung Zwergfledermäuse. Die Unterarme sind 24 bis 31 mm lang, die Hinterfüße erreichen 4 bis 7 mm Länge und die Länge der Ohren beträgt 7 bis 11 mm. Je nach Population sind die Haare des dichten Fells der Oberseite an den Wurzeln heller oder nicht, was rotbraunes Aussehen mit oder ohne gelbliche Tönung erzeugt. Das unterseitige Fell ist ähnlich gestaltet mit hellbrauner Farbe. Typisch für den Kopf sind die abgerundeten Ohren mit einem Tragus, der im ersten Teil gerade sowie an der Spitze gebogen ist. Die Kleine Zwergfledermaus hat rotbraune Flughäute und vom Schwanz ragt eine kleine Spitze aus der Schwanzflughaut. Weitere Kennzeichen sind ein filigraner Schädel und ein recht großer Penis. Im Gebiss besitzen der zweite und der dritte obere Schneidezahn zwei Höcker. Der zweite obere Prämolar befindet sich in der Zahnreihe oder leicht versetzt.
Ähnliche Gattungsvertreter in deckungsgleichen oder nahe gelegenen Regionen sind Pipistrellus rueppelli, die jedoch eine weiße Bauchmitte hat, die Bananen-Zwergfledermaus (Pipistrellus nanus), deren Fell nicht rotbraun ist und die einen Tragus mit einem Knick besitzt sowie Pipistrellus permixtus, die weiter südöstlich in Tansania vorkommt.

## Verbreitung
Diese Fledermaus hat mehrere disjunkte Populationen von Senegal und Guinea-Bissau über Nigeria, Kamerun sowie die Insel Bioko bis Äthiopien, Uganda und das westliche Kenia. Als Habitat dienen tropische feuchte und trockene Wälder, Savannen, Galeriewälder und Plantagen im Flachland. Laut einer anderen Quelle erreicht die Art 1830 Meter Höhe.

## Lebensweise
Die Exemplare ruhen am Tage in einem Versteck und bilden dort mehr oder weniger große Gruppen. Von der Insel Bioko ist eine Kolonie von aufsehenerregender Größe bekannt, die unter einem Dach ruhte, obwohl die genaue Anzahl der Mitglieder nicht ermittelt wurde. Laut wenigen Beobachtungen jagt die Kleine Zwergfledermaus in der Dämmerung oder nachts über Wasserläufen und Teichen nach Insekten. Die Rufe zur Echoortung sind etwa 3 Millisekunden lang und enden bei ungefähr 45,5 kHz. Die stärkste Intensität liegt bei 65,5 kHz. Funde von trächtigen Weibchen oder Weibchen mit aktiven Zitzen sind aus dem Januar bekannt und für Westafrika dokumentiert. Ein Wurf enthält bis zu zwei Neugeborene.

## Gefährdung
Die IUCN listet die Kleine Zwergfledermaus als nicht gefährdet (least concern) aufgrund von fehlenden Bedrohungen und einer vermutlich großen Gesamtpopulation.